# Turku Repair Yard Ltd
Turku Repair Yard Ltd — судоремонтный завод в городе Наантали (Финляндия). Работает с 1989 года, с 2007 года — в составе BLRT Grupp.
На данный момент предприятие обеспечивает работой около 100 работников, а также около 300 работников в подрядных компаниях.
Большинство работ выполняется в Наантали, в сухом доке, вмещающем суда типа «Афрамакс». Дополнительные работы выполняются в плавдоке, кроме того, в компании есть команда, выполняющая ремонт судов во время эксплуатации.
У предприятия — крупнейший сухой док в регионе Балтийского моря (его длина — 265 метров и ширина 70 метров).
Через судоремонтный завод Turku Repair Yard проходит в год около 80 — 100 судов. Основными клиентами завода являются компании Neste, Tallink, Silja и Viking Line, а также финские ледоколы.

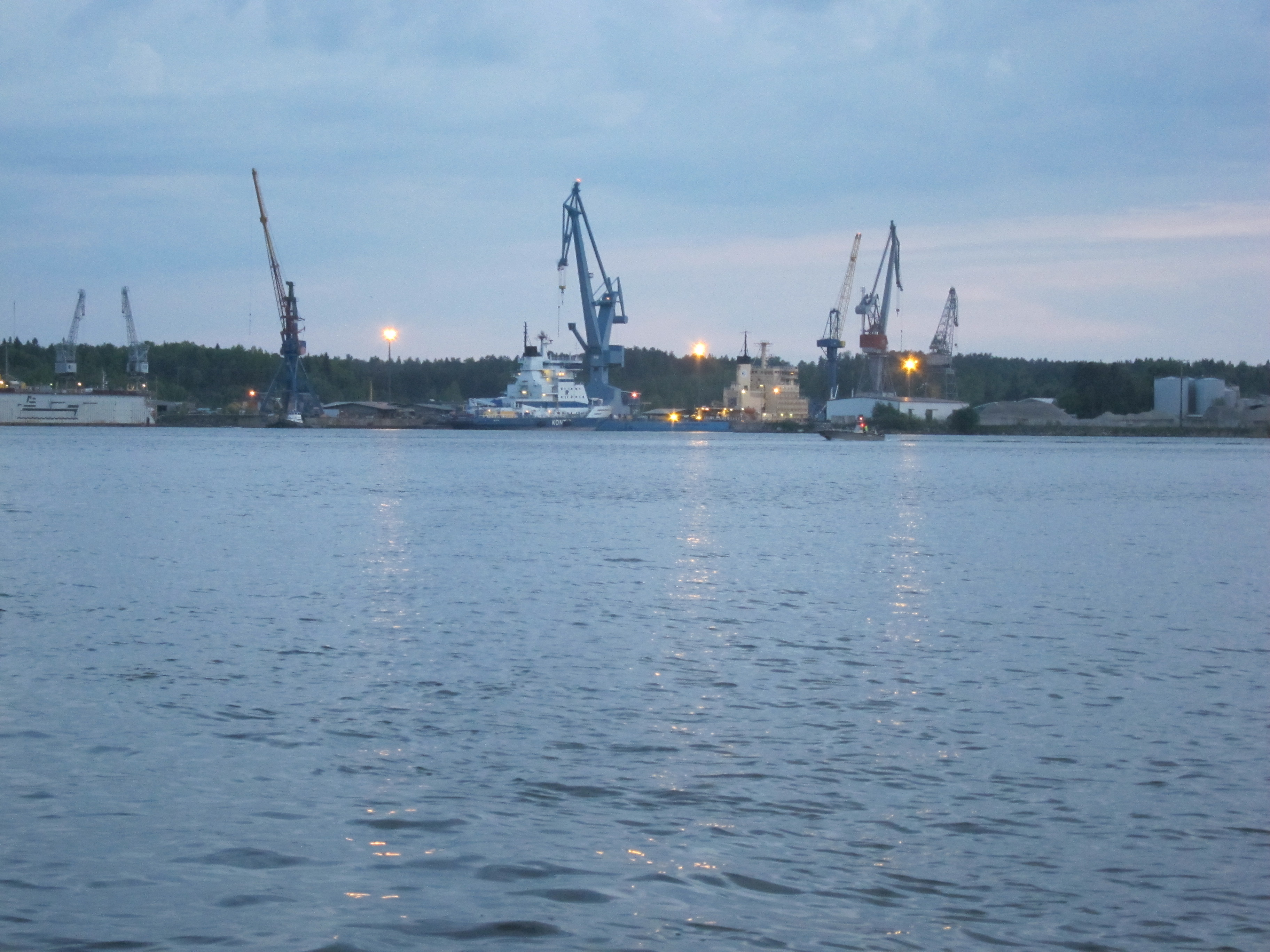
Финские ледоколы в Turku Repair Yard Ltd

В 2010 году на заводе Turku Repairyard проведены ремонт и модернизация судна «Академик Федоров» в рамках подготовки к крупнейшей за последние 10 лет исследовательской экспедиции в Арктику. Стоимость работ по проекту превысила 5 млн евро.